# Józef Laskowski (1893–1975)
Józef Laskowski (ur. 16 sierpnia 1893, zm. 24 listopada 1975 w Londynie) – kapitan rezerwy Wojska Polskiego.

## Życiorys
Urodził się 16 sierpnia 1893. Po zakończeniu I wojny światowej został przyjęty do Wojska Polskiego i brał udział w wojnie polsko-ukraińskiej i w wojnie polsko-bolszewickiej. W okresie II Rzeczypospolitej został osadnikiem wojskowym na Wołyniu, gdzie działał społecznie.
Po II wojnie światowej pozostał na emigracji w Wielkiej Brytanii. Do końca życia pozostawał w stopniu kapitana rezerwy. Był członkiem IV Rady Narodowej Rzeczypospolitej Polskiej (1951-1953). Działał w Związku Ziem Wschodnich. Zmarł 24 listopada 1975.